# Liversedge
Liversedge è un paese della contea del West Yorkshire, in Inghilterra.